# Börs (behållare)

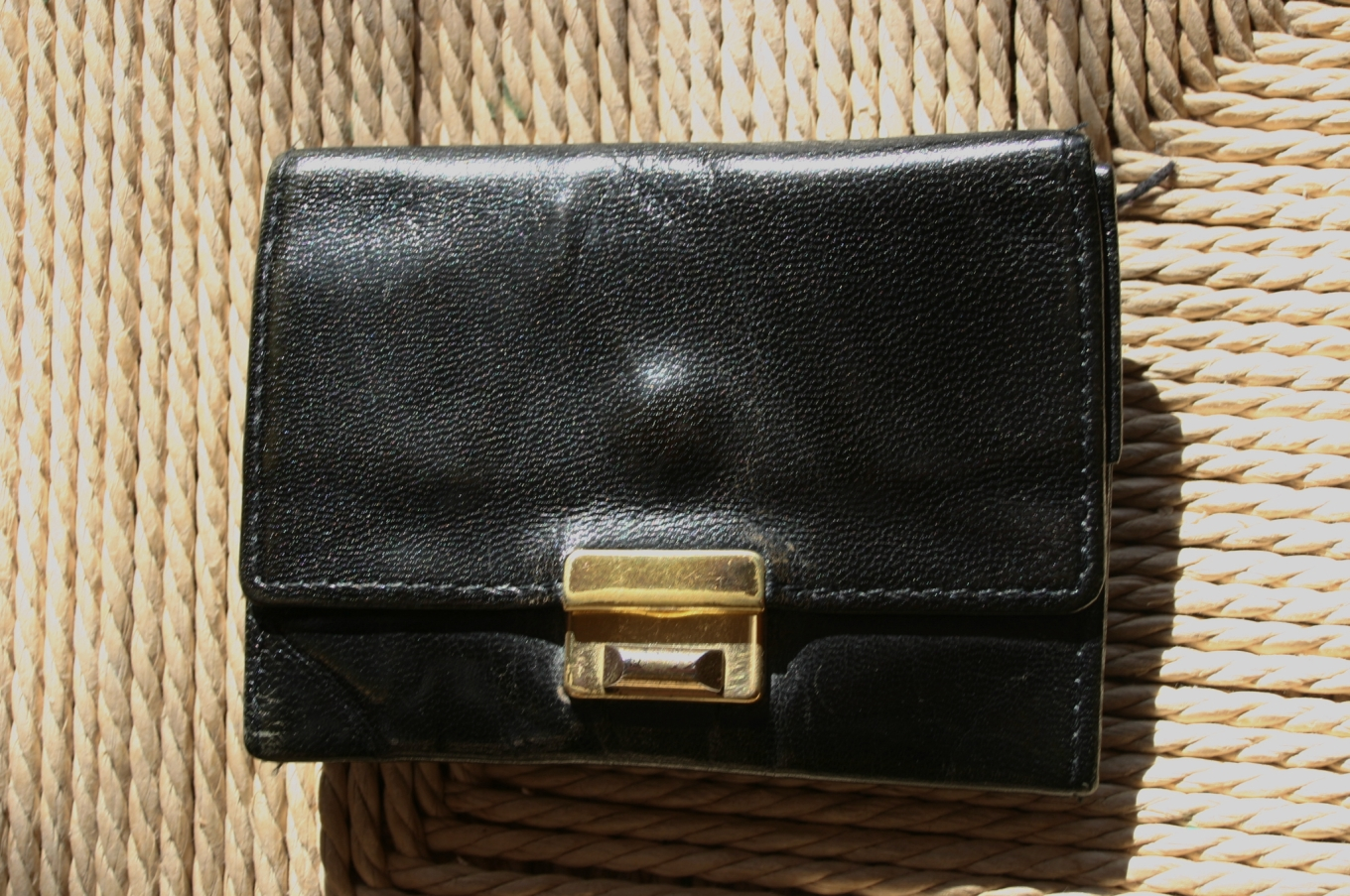
Modernare börs eller portmonnä

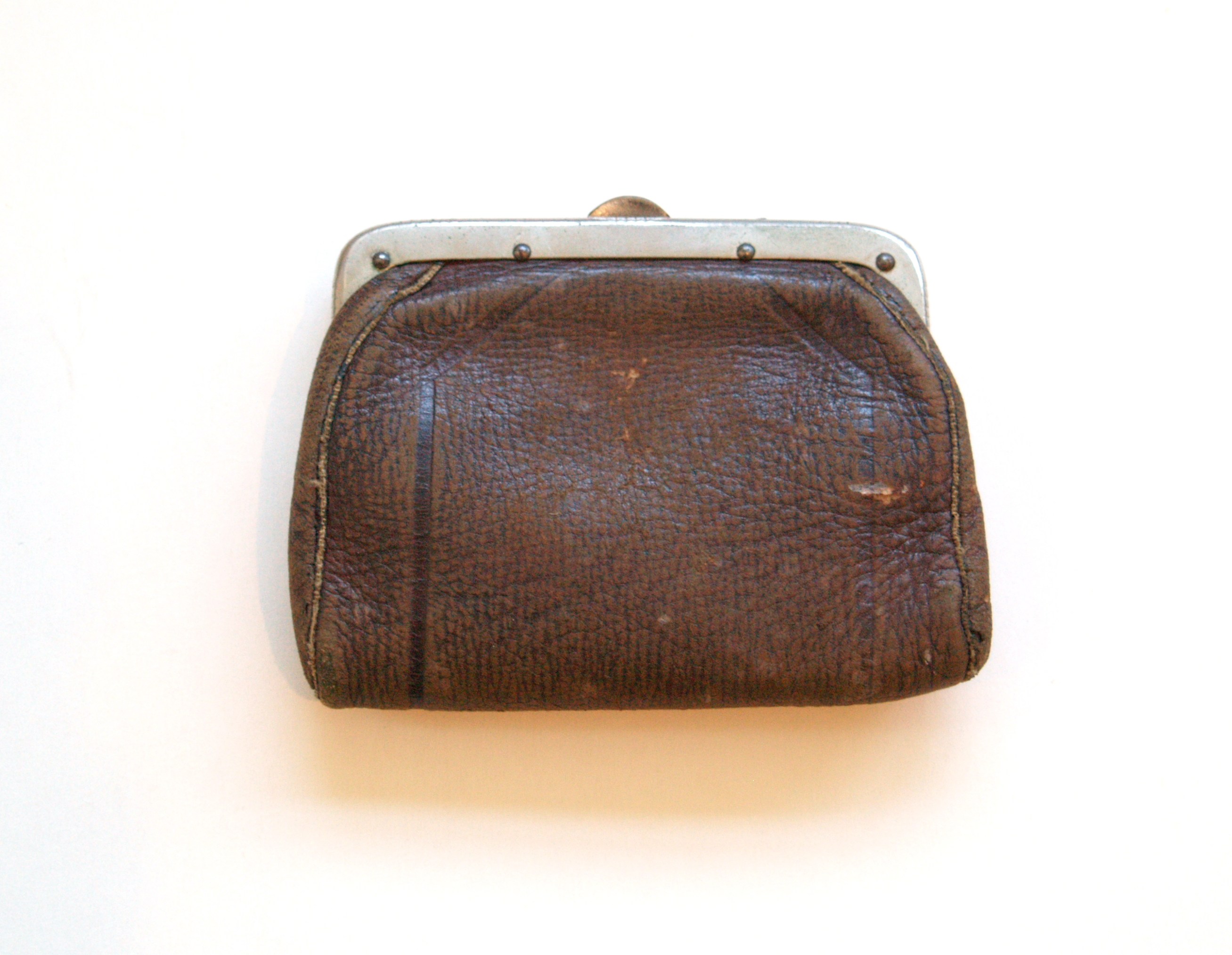
En börs av klassisk typ

En börs, penningpung eller portmonnä är en liten behållare för kontanter och/eller kort, från början en penningpung av skinn och avsedd för mynt. En modern börs fungerar som ett alternativ till en plånbok.
Den äldsta kända börsen bars av Ötzi, den man som hittades bevarad i en glaciär i Österrike och som tros has levt runt 3300 f.Kr. Börsar återfinns i egyptiska hieroglyfer.
Portmonnän uppfanns av tysken Karl Hene som var boktryckargesäll. Han utvandrade år 1842 till Nordamerika och i staden New York fick han arbete på en firma. Sedan han blivit bestulen på sin penningpung, fick han idén till en annan förvaringstyp för pengar. Ett med stålram försett läder där flera fack fanns för både mynt och sedlar. Den kunde också låsas. Uppfinningen fick en snabb spridning i den "civiliserade" världen. Från Amerika till England och vidare till Frankrike. I Solingen i Tyskland tillverkades från år 1851, 100 000 dussin stålramar för portmonnän årligen.

## Etymologi
Ordet börs kommer via lågtyska från medeltidslatin bursa, ’skinnpåse, penningpung’, ytterst av grekiska βύρσα (bùrsa), ’djurhud’. Ordet portmonnä lånades på 1850-talet från franska portemonnaie, bokstavligen ’bär pengar’, av porter, ’bära’, och monnaie, ’pengar’.